# Nicolas Berggruen
Nicolas Berggruen (nascido a 10 de Agosto de 1961) é investidor e filantropo. Tem dupla nacionalidade, alemã e norte-americana, e é o fundador e presidente da Berggruen Holdings, uma empresa privada de investimento, e do Instituto Nicolas Berggruen, um think tank de discussão de questões relacionadas com a governação. O seu pai criou o Museu Berggruen de Berlim.

## Educação e carreira empresarial

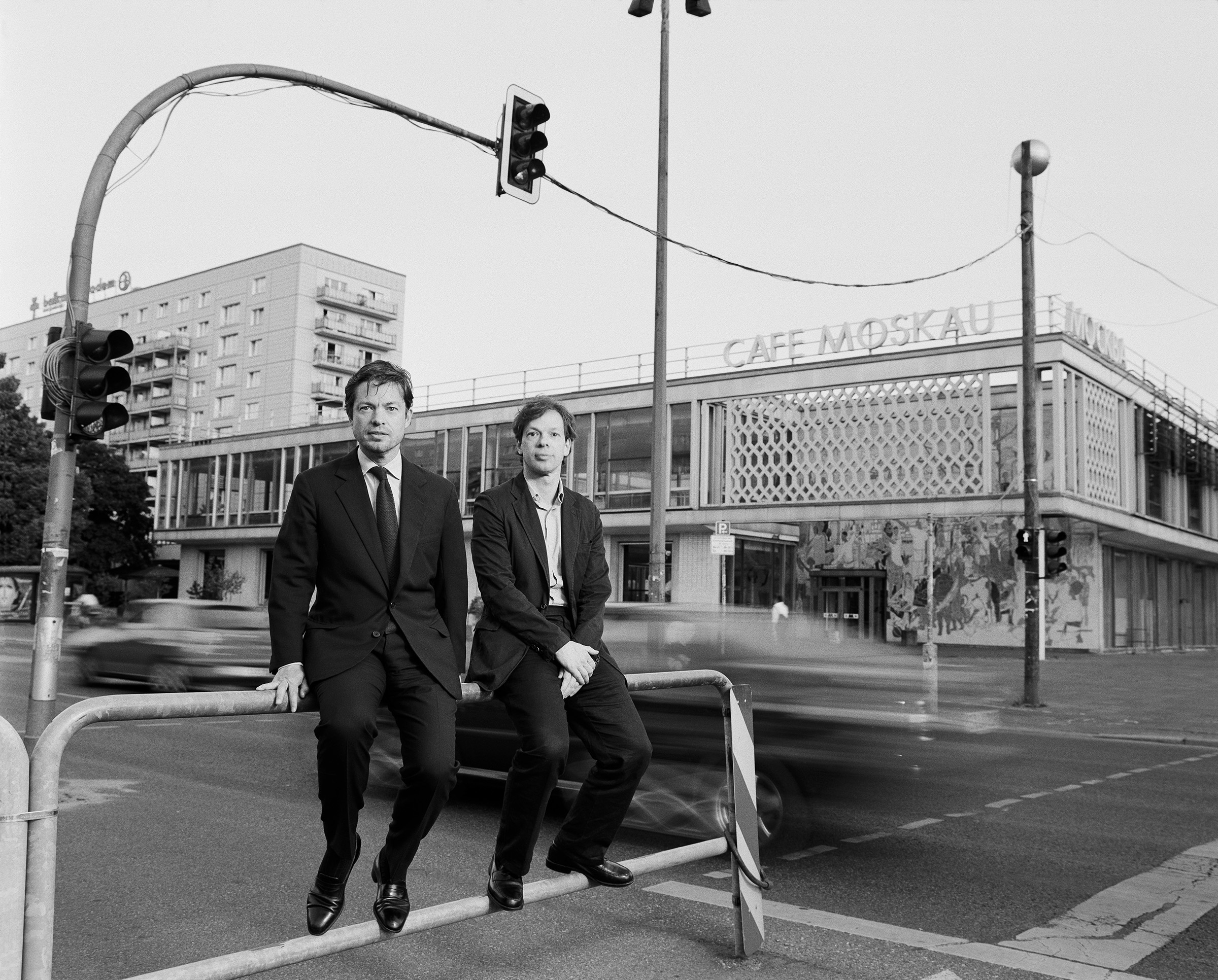
Nicolas Berggruen e Olivier Berggruen, Berlim 2008

Berggruen, nascido em Paris, é filho de um coleccionador de arte, Heinz Berggruen, e da actriz alemã Bettina Moissi. O avô materno foi o actor austríaco Aleksandër Moisiu. Berggruen frequentou a Escola Alsaciana em Paris e em Le Rosey, na Suíça, antes de completar o bacharelato em 1978. Nesse mesmo ano, aos 17, fez um estágio na London Merchant Securities, hoje conhecida como LMS Capital Plc. Posteriormente, licenciou-se em Finanças e Gestão Internacional na Universidade de Nova Iorque, em 1981. Mais tarde, trabalhou para a companhia de investimento Bass Brothers Enterprises, no departamento imobiliário. Entre 1983 e 1987, Berggruen trabalhou para a Jacobson and Co.
En Nova Iorque, começou a fazer fortuna, a partir de um fundo fiduciário no valor de 250 000 dólares, comprando propriedades imobiliárias, antes de passar para a compra de acções, títulos e carteiras de investimento privadas e fundos de capital de risco e fundos de cobertura. Fundou a Berggruen Holdings, Inc. em 1984, onde seria assessor de investimentos para um fundo de investimento da família Berggruen, que já realizou mais de 50 investimentos directos em empresas desde a sua criação. Em 1988, Berggruen e Julio Mario Santo Domingo, Jr. fundaram, em conjunto com a Alpha Investment Management, um fundo de cobertura, vendido a Safra Bank em 2004. Hoje em dia, os investimentos que Berggruen controla através de Berggruen Holdings são muito diversificados e incluem os armazéns Karstadt na Alemanha, os hotéis Keys na Índia, a cadeia de escolas IEC College na Califórnia e diversas empresas no sector da energia, indústria, distribuição, media e ramo imobiliário. A revista Forbes estima a fortuna líquida de Berggruen em 2 300 milhões de dólares.
Berggruen é membro da World Presidents' Organization e do conselho de administração da PRISA.

## Interesses políticos
Em 2010, Berggruen fundou o Instituto Nicolas Berggruen, através do qual pretende desenvolver e implementar sistemas de governação mais eficazes. Através do instituto, lançou diversos projectos de reforma do governo, incluindo o 21st Century Council, que se centra nos desafios da governação global, o Council for the Future of Europe, para apoiar o trabalho relativo à integração europeia, e o Think Long Committee for California, um comité com membros dos grandes partidos dos Estados Unidos da América, destinado à reforma do sistema de governação da Califórnia.
O 21st Century Council foi formado em 2011 para discutir falhas na governação global. O grupo inclui líderes políticos como Fernando Henrique Cardoso, Felipe González, Gerhard Schröder, Gordon Brown, George Yeo, Pascal Lamy e Zheng Bijian. O conselho conta ainda com pensadores de renome e vários prémios Nobel, entre eles Joseph Stiglitz, Michael Spence, Lawrence Summers e Francis Fukuyama, bem como de líderes na área empresarial e tecnológica, como Eric Schmidt, Jack Dorsey e Pierre Omidyar.
O Council for the Future of Europe foi formado em 2011. Numa declaração emitida em Setembro de 2011, o grupo defendia uma Europa mais forte e integrada, sugerindo que a única solução para a crise económica chegará através da política. O grupo é composto por líderes políticos e pensadores, entre eles Tony Blair, Gerhard Schröder, Felipe González, Jakob Kellenberger, Jean Pisani Ferry, Jacques Delors, Mario Monti, Robert Mundell e Fernando Henrique Cardoso.
O seu projecto na Califórnia, o Think Long Committee for California inclui também membros provenientes da indústria e da política e conta tanto com democratas como com republicanos, entre os quais George Schultz, Condoleezza Rice, Willie Brown, Gray Davis, Eric Schmidt, Eli Broad e Laura Tyson.
Nicolas Berggruen é o autor de um livro sobre governação política, Governação Inteligente para o Século XXI: Uma Via Intermédia Entre Ocidente e Oriente, escrito em co-autoria com Nathan Gardels. O Financial Times o classificou como um dos seus "Melhores Livros de 2012." Além do inglês, ele foi traduzido para francês, espanhol, português, alemão, chinês, e deve aparecer em coreano e árabe. Berggruen é um cidadão com dupla nacionalidade americana e alemã.

## Afiliações Institucionais
Berggruen é membro do Conselho de Relações Estrangeiras, Diretor no Grupo do Conselho do Pacífico sobre Política Internacional, membro do Foro Iberoamericano, e membro da Comissão de Ética e Cidadania Global, presidida pelo ex-Primeiro-Ministro britânico Gordon Brown. Em 2013, ele foi apontado pelo Centro de Estudos Europeus de Harvard como seu primeiro Membro Sênior não-residente, e foi nomeado membro do Conselho Internacional Brookings.

## Artes
Berggruen é membro do conselho executivo do Museu Berggruen de Berlim, do Los Angeles County Museum of Art (LACMA), do conselho internacional da Tate Gallery de Londres e do Museu de Arte Moderna de Nova Iorque (MoMA). Além disso, é membro da Beyeler Foundation. Em estreita colaboração com o LACMA, realizou aquisições destinadas ao museu, incluindo obras de Ed Ruscha, John Baldessari, Paul McCarthy, Mike Kelley, Charles Ray, Chris Burden, Bruce Nauman, Joseph Beuys, Gerhard Richter, Sigmar Polke, Martin Kippenberger e Thomas Schütte.
Berggruen interessa-se também por arquitectura e colaborou em projectos de construção com Richard Meier, Shigeru Ban e David Adjaye.

## Filantropia
Berggruen se comprometeu a dar a maioria de sua riqueza através do Fundo de Caridade Nicolas Berggruen e se juntou à The Giving Pledge - uma campanha criada por Bill Gates e Warren Buffet para encorajar as pessoas mais ricas do mundo a se comprometerem com a doação da maior parte de sua riqueza às causas de caridade.